# Яблунівка (Сватівський район)
Яблуні́вка —  село в Україні, у Нижньодуванській селищній громаді Сватівського району Луганської області. Населення становить 20 осіб. Орган місцевого самоврядування — Верхньодуванська сільська рада.